# Хандлозер, Зигфрид
Зигфрид Хандлозер (нем. Siegfried Handloser; 25 марта 1885, Констанц, Германская империя — 3 июля 1954, Мюнхен, ФРГ) — руководитель санитарной службы вермахта. Один из подсудимых на Нюрнбергском процессе над врачами. Нацистский военный преступник.

## Биография
Родился в семье музыканта. В 1903 году поступает в военную академию имени кайзера Вильгельма в Берлине в которой в 1910 году получает медицинское образование. С 17 мая 1910 года врач-ассистент военно-санитарной части. В 1911 году защищает диссертацию «Специфическое лечение брюшного тифа». Работал в клинике Гиссена.
Участвовал в Первой мировой войне. Командовал санитарными подразделениями. За свои заслуги был награждён Железным крестом 2-го и 1-го класса, рыцарским крестом 2-го класса ордена Церингенского льва с мечами и другими орденами.
С 1 мая 1932 года служил дивизионным врачом пехотной дивизии в Штутгарте, Дрездене и Вене, с 26 августа 1938 года главный военный врач армии.
Доктор медицины, с октября 1939 года почётный профессор военной медицины Венского университета.
Участник Польской и Французской кампаний.
С 6 ноября 1940 года заместитель начальника военно-санитарной инспекции вермахта.
С 1 января 1941 года генерал-полковник медицинской службы (генерал-оберштабарцт). С 31 января 1941 года главный санитарный инспектор вермахта, с 1 марта 1941 также главный врач вермахта, а с 28 июля 1942 года ещё и начальник санитарной службы вермахта. С 18 февраля 1942 председатель Научного совета военно-медицинской службы. В 1943 году избран почётным профессором военной медицины Берлинского университета.
24 сентября 1943 года награждён Рыцарским крестом за военные заслуги с мечами.
Отличился созданием и организацией борделей для немецких солдат и офицеров на оккупированных территориях.
1 сентября 1944 года освобождён от должности главного санитарного инспектора и военного врача, но остался во главе санитарной службы вермахта.
Имел право издавать приказы, обязательные для исполнения всеми медицинскими службами армии, люфтваффе и флота.
Хандлозер несёт ответственность за проведение экспериментов над узниками концлагерей, в том числе за опыты по переохлаждению, заражению сыпным тифом и др.
28 мая 1945 года арестован британскими властями во Фленсбурге.

## Нюрнбергский процесс над врачами
За соучастие в военных преступлениях и преступлениях против человечности приговорён к пожизненному заключению.
31 января 1951 года наказание было заменено лишением свободы сроком на 20 лет. Досрочно освобождён в декабре 1953 года в связи с резким ухудшением состояния здоровья.
Умер от рака 3 июля 1954 года в Мюнхене.

## Награды
- Железный крест (1914) 2-го и 1-го класса (Королевство Пруссия)
- Княжеский орден Дома Гогенцоллернов почётный крест 3-го класса с мечами (Королевство Пруссия)
- Орден Церингенского льва рыцарский крест 2-го класса (Великое герцогство Баден)
- Ганзейский крест Гамбурга
- Крест Фридриха 1-го класса (Герцогство Ангальт)
- Императорский австрийский орден Франца Иосифа рыцарский крест (Австро-Венгрия)
- Знак отличия «За заслуги перед Красным крестом» почётный крест 2-го класса (Австро-Венгрия)
- Почётный крест Первой мировой войны 1914/1918 с мечами (1934)
- Медаль «В память 1 октября 1938 года»
- Пряжка к Железному кресту 2-го и 1-го класса
- Рыцарский крест Креста Военных заслуг с мечами (21 сентября 1943)